# 宋山古墓
宋山古墓位于中国安徽省马鞍山市雨山区宋山村窑厂内，为东吴晚期墓葬。该墓早年曾被盗，1987年8月发现并清理。建筑由墓道、甬道（呈前后两段）、横前室、左右耳室、过道和后室组成（图），总长17.68米，墓道与甬道间设封门墙，前室与甬道、过道间设石门。其中左右耳室内置有青瓷质地的罐、壶、仓等生活物品，前室设有高起地面的祭台，棺木置于后室灵台之上。该墓墓砖与朱然墓相类似，砌法为三顺一丁，其上模印阳文吉语“富宜贵至万世”、“富贵万世”等。